# Jampa Phuntsok
Pour les articles homonymes, voir Jampa.
Qiangba Puncog, aussi appelé Jampa Phuntsok ou Champa Phuntsok (tibétain : བྱང་པ་ཕུན་ཚོགས་, Wylie : byang pa phun tshogs, pinyin tibétain : Qangba Püncog, THL : jangpa püntsok ; chinois : 向巴平措 ; pinyin : xiàngbā píngcuò), né en mai 1947 à Chamdo dans l'ancien (Kham) occidental, fut, de 2003 à 2010, le président du gouvernement populaire de la région autonome du Tibet située en république populaire de Chine.
Il adhère au parti communiste de Chine en mai 1974.
En 1975, il obtient son diplôme d'ingénieur en construction mécanique à l'université de Chongqing (Chine du Sud-ouest).
De 2003 à 2010, il est président du gouvernement populaire de la région autonome du Tibet. Lors des troubles au Tibet en mars 2008, il affirme que les émeutes avaient été préméditées, planifiées et organisées par des "forces extérieures et intérieures" appartenant à la "clique du dalaï-lama".
En 2010, il devient président du Comité permanent du Congrès du peuple.
Il est président de la Société chinoise pour l'étude des droits humains (China Society for Human Rights Studies). En 2018, il dirige la délégation chinoise lors de visites en Autriche et en Italie. 